# 板倉美紀
板倉 美紀（いたくら みき、1975年8月1日 - ）は、日本の元陸上競技（競歩）選手。

## 来歴
石川県羽咋郡志賀町出身。金沢高校、順天堂大学卒。

中学1年から陸上競技を始める。当時は中距離走選手。顧問教諭の勧めで中学2年から競歩に取り組み才能が開花。
1992年のバルセロナオリンピック日本代表選手に選ばれ、同年9月にソウルで行なわれた世界ジュニア陸上選手権では銅メダルを獲得したが、この年の12月に練習中に交通事故にあい重傷を負う。しかし、1993年には競技会に復帰した。
金沢学院大学教務助手を経て、2009年度より石川県立大聖寺高等学校講師。2009年11月29日に能美市内の会社員と結婚。

## おもな記録
| 1990年4月22日  | 全日本競歩輪島大会 中学女子2km       | 優勝10分20秒 大会新               |
| 1991年9月22日  | 全日本競歩根上大会 高校女子5km       | 優勝22分53秒 高校新(当時)         |
| 1992年4月19日  | 全日本競歩輪島大会 女子10km          | 優勝45分16秒 日本新(当時)         |
| 1992年8月 4日  | バルセロナ五輪 女子競歩(10km)        | 23位 47分11秒(当時日本人最高順位) |
| 1992年9月 20日 | 世界ジュニア陸上選手権 女子5000m競歩 | 銅メダル 22分25秒58               |

17歳3日はロンドンオリンピック で土井杏南が更新するまで20年間､日本のオリンピック陸上競技における戦後最年少出場者であった。

## 関連書籍
- 『わたしはあきらめない　大事故をのりこえた競歩選手　板倉美紀 (未知へのとびら―ノンフィクション)』（国松俊英(著)、藤本四郎(絵)、PHP研究所、2001/12、ISBN 978-4569683041）
- 『もう一度あるきたい　競歩界のシンデレラガール板倉美紀　奇跡の復活』（織田淳太郎(著)、文春ネスコ、2002/5、ISBN 978-4890361571